# Евес
Евес (івр. אבץ [Abez], що означає олово, або білий) — згадане в Біблії місто, що ніби-то належало племені Ісахара (Ісус Навин, 19:20), на півночі рівнини Їзреель. За однією з версій, імовірно ототожнюєтьсяся з руїнами Ель-Бейда, хоча не всі дослідники з цим згодні.